# 그라이아이

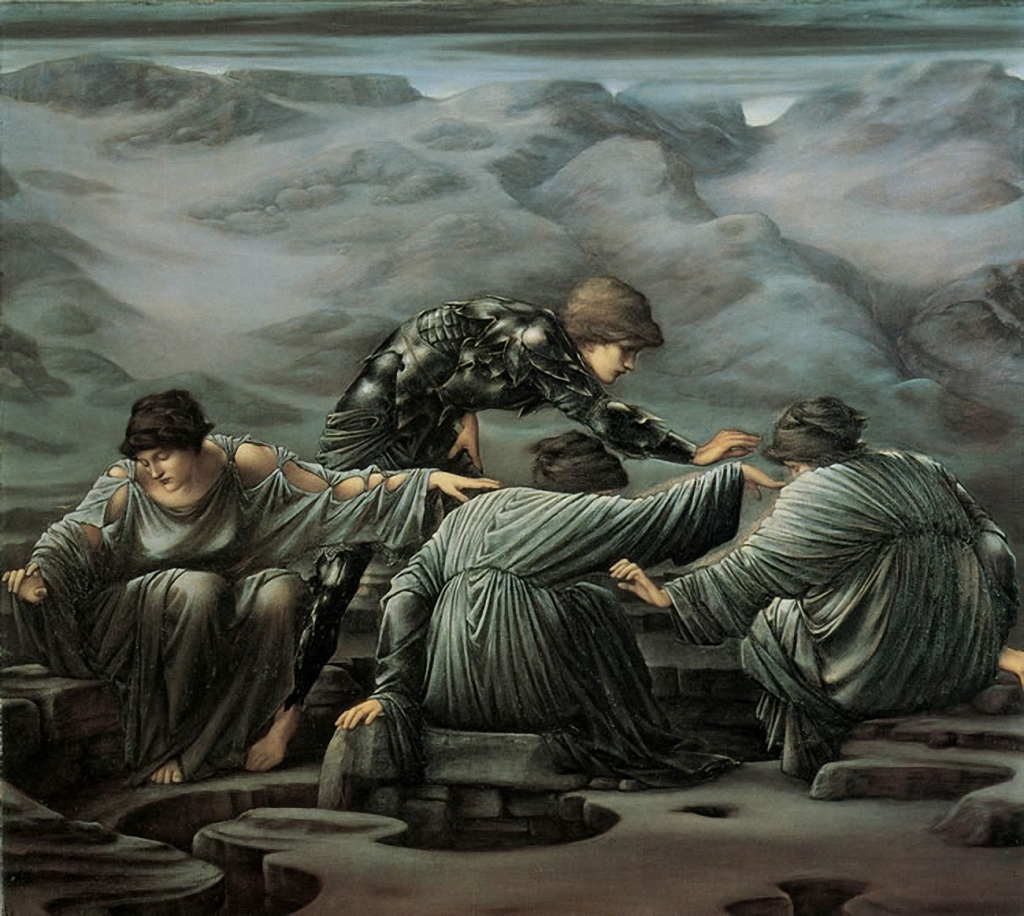
페르세우스와 그라이아이 - 에드워드 번 존스 (1892)

그라이아이(그리스어: Γραῖαι, 영어: Graeae or Graiai, 한국어 뜻은 늙은 여자들, 노파들)는 그리스 신화에서 눈 하나와 이빨 하나를 함께 사용하는 세 자매 괴물이다.
헤시오도스의 신통기에 따르면 이들 자매들은 포르퀴스와 케토가 낳은 맏 딸들이다. 이들은 태어날때부터 머리가 백발의 노파의 모습이었다. 헤시오도스는 이들 자매의 이름이 각각 데니오 ("무서운"이란 뜻), 엔뉘오 ("공포","전쟁을 좋아하는"의 뜻) 그리고 펨프레도 ("깜짝 놀라게 하는")이라고 한다. 이들은 고르고 세 자매의 언니뻘이었다.
영웅 페르세우스는 고르고의 하나인 메두사를 죽여야 했는데 메두사가 사는 곳을 알 수 없었다. 아테나 여신이 페르세우스에게 청동거울을 주면서 고르고가 사는 곳은 그 언니들인 그라이아이만이 알고 있다고 가르쳐 주었다. 페르세우스는 아틀라스 산맥의 그라이아이 동굴로 가서 그라이아이들 중 하나가 눈을 빼서 다른 하나에게 건네 줄 때 그 눈을 가로채 버렸다. 눈이 없어진 그라이아이들은 동생 고르고 세 자매가 사는 곳을 가르쳐 줄 수밖에 없었다. 페르세우스는 후환을 없애기 위하여 눈을 돌려 주지 않고 호수에 던져 버렸다고 한다.